# Quadragesimo Anno
Quadragesimo Anno (укр. У сороковому році) — енцикліка Папи Римського Пія XI від 15 травня 1931 р. присвячена сорокаріччю публікації «Rerum Novarum» і розвитку католицької соціальної доктрини.

## Історія
Ця енцикліка стала відкритим листом, що адресований єпископам католицької церкви й опублікований на сорокову річницю «Rerum Novarum». У «Rerum Novarum» Папа Римський Лев XIII проголосив оновлення соціальної доктрини церкви. У своєму листі він закликав поліпшити умови життя робітників і заснував громадський рух під назвою «християнська демократія». Наступні енцикліки «Graves de Communi Re» Папи Лева XIII і «Singulari Quadam» Папи Пія X внесли уточнення в католицьку соціальну доктрину.
У «Quadragesimo anno» Пій XI торкнувся етичної сторони суспільного і економічного порядку, закликав до покращання їх на основі принципів субсидіарності та корпоратизму. У листі він висловив думку, що комунізм і нерегульований капіталізм становлять загрозу для гідності особистості. Натомість він закликав до шляху, який лежить «між рифами індивідуалізму і колективізму», і який походить із рівної поваги до приватної власності та праці. Однак у світлі посилення впливу прихильників авторитаризму серед католиків, підйому фашизму і укладання Латеранських угод між Ватиканом і Мусоліні Б. у 1929 р., ідея корпоратизму та енцикліка в цілому були сприйняті як відмова від парламентаризму. Хоча переосмислення енцикліки відбулося лише після Другої світової війни.

## Зміст
Цей документ починається з огляду «Rerum Novarum» і умов, в яких вона була створена. Пій XI відзначив роль католицької церкви в профспілковому русі та поліпшенні становища робітників у порівнянні з 1891 роком.
Папа проголосив право на приватну власність невідчужуваним і ствердив, що її ліквідація здатна нанести крайню шкоду робітникам. У той же час він підкреслив неприпустимість індивідуалізму в питанні про розпорядження власністю, оскільки люди повинні враховувати не тільки особисту вигоду, але і загальне благо. При цьому націоналізація допустима лише у випадках, коли збереження власності в приватних руках є небезпекою для суспільного добробуту.
Далі Пій XI проводить аналіз індустріального суспільства і виділяє явища поглинання дрібних структур великими, посилення взаємної залежності, зростання егоїзму і класової свідомості в боротьбі за власну вигоду. Говорячи про заробітки, Пій XI звертає увагу на глибокі перекоси, які виражаються в поділі суспільства з цього приводу на протиборчі групи. На його думку, концентрація прибутку серед класу великих власників так само згубна, як і ідея розподілу доходів виключно серед робітничого класу. Папа проголосив, що продукти праці повинні служити на благо всього суспільства, тому розподіл прибутку за класовою ознакою є неприпустимим. Заробітна плата повинна визначатися трьома чинниками:
1. відповідальністю робітника перед сім'єю,
2. економічними умовами підприємства і
3. наслідками для економіки в цілому[7].

Пій XI закликав до реформи держави відповідно до принципу субсидіарності. Він підкреслив важливість права на об'єднання. Він також закликав до солідарності, яка б охоплювала всі суспільні прошарки (класи), особливо до співпраці між працівниками і роботодавцями.
Далі Папа засудив концентрацію влади в руках окремої групки осіб, які займаються інвестуванням чужих грошей на міжнародних фінансових ринках. Він приходить до висновку, що з вини відсутності правових обмежень конкуренція сама себе знищила і замінилася на економічну диктатуру. Він вважав неприпустимим, щоби великі власники і фінансисти фактично узурпували владу, що належить державі.
Відносно комунізму і соціалізму Пій XI зазначив наростаючий контраст між цими ідеологіями. Папа засудив комуністів за масштабне насильство, жорстокість і руйнівність. У той же час він критикував соціалістів за підтримку класової боротьби та за їх негативне ставлення до приватної власності. Він заявив про несумісність християнства і соціалізму, зокрема, характеризував «християнський соціалізм» як оману.
На завершення енцикліки Пій XI наголосив щодо важливості християнської етики у всіх аспектах суспільного життя.